# الزمامرة1 (الغنادرة)
الزمامرة 1 هي إحدى مشيخات المملكة المغربية، تتبع جغرافيا لإقليم سيدي بنور وإداريًا لالغنادرة. يقدر عدد سكانها بـ 8869 نسمة حسب الإحصاء الرسمي للسكان والسكنى لسنة 2004.